# Бранденбурзький орел

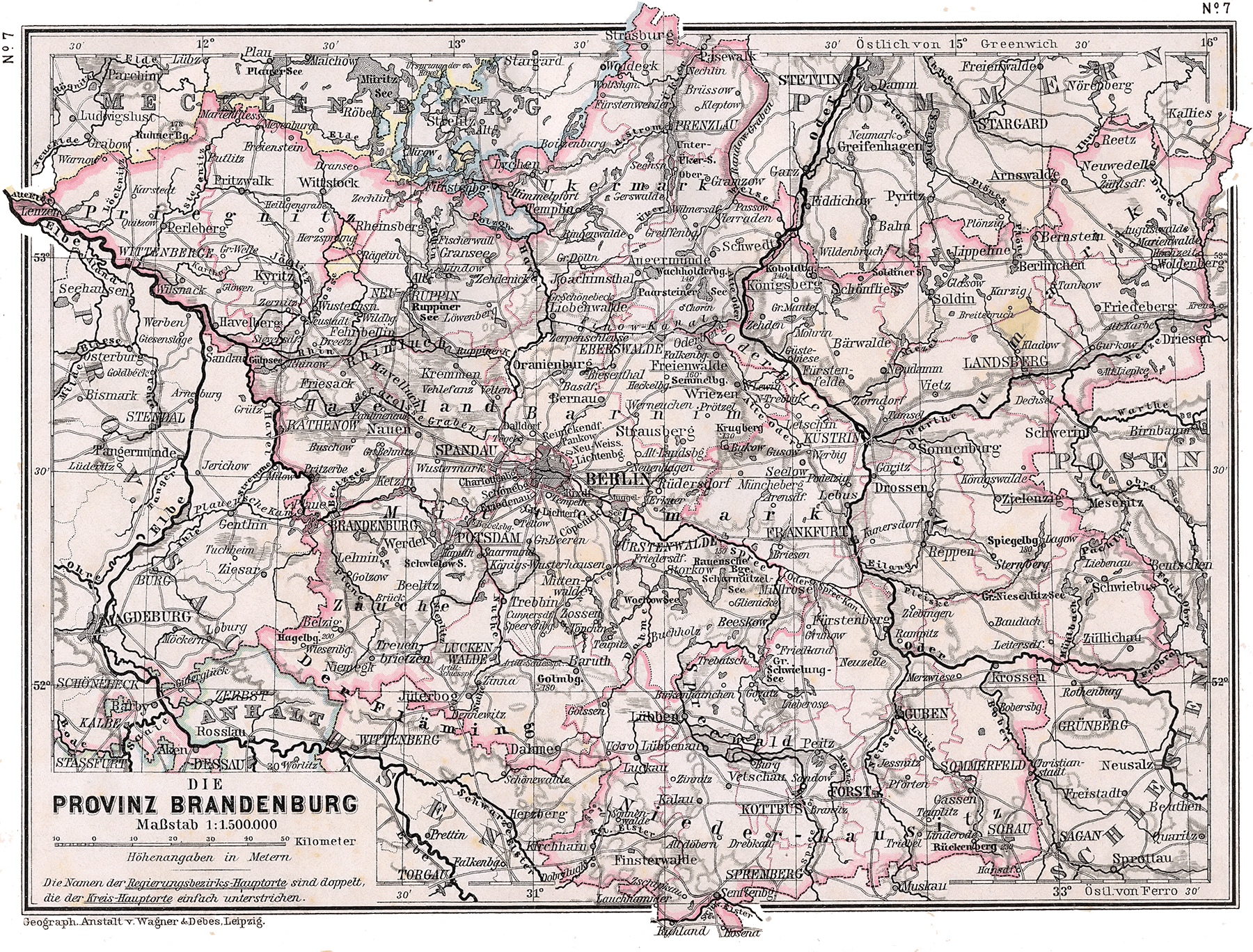
Межі провінції Бранденбург (з 1815 р.) Можна трактувати як обриси орла.

Бранденбурзький орел — геральдична тварина держави Бранденбург. З частково трохи зміненим зображенням або з додатковими геральдичними символами, він є частиною гербів багатьох міст та громад на території колишнього Бранденбурзького маркграфства.
Оскільки його вперше використовували Асканії як символ та герб Бранденбурзької марки, орел також відомий як асканійський, марк-бранденбурзький або бранденбурзький орел. Внаслідок Віденського конгресу 1815 року була створена прусська провінція Бранденбург з новими кордонами (без найстарішої частини Альтмарк, але з Ютербогом та Нижньою Лужицею). Вид провінції Бранденбург на карті був схожий на орла й інтерпретувався як орел з головою та дзьобом, двома крилами, двома лапами та (трохи занадто широким) хвостом. Починаючи з 1945 року, через втрату на користь Польщі територій на правому березі Одера, ця аналогія вже не була очевидною і таке пояснення герба могло розглядатися як реваншизм. Бранденбурзький орел також був предметом неофіційного національного гімну Піднімися, орле червоний.

## Опис
Бранденбурзький орел з'являється на гербі Бранденбурга. Він червоний, озброєний золотим дзьобом та лапами і червоним язиком. Пазурі відкриті, а кожне з крил покрите золотими стеблами конюшини. Тло герба срібне.
З огляду на історичний розвиток гербів, орли в гербах муніципалітетів, міст та країн не всі однакові. На деяких гербах орла видно лише наполовину або навіть частину його тіла. Не всі орли мають на крилах стебла конюшини, але деякі мають декоративні елементи на грудях. Деякі тримають у своїх лапах додаткові елементи, інші посилені чорним або червоним кольором.

## Історія

### Бранденбург як князівство

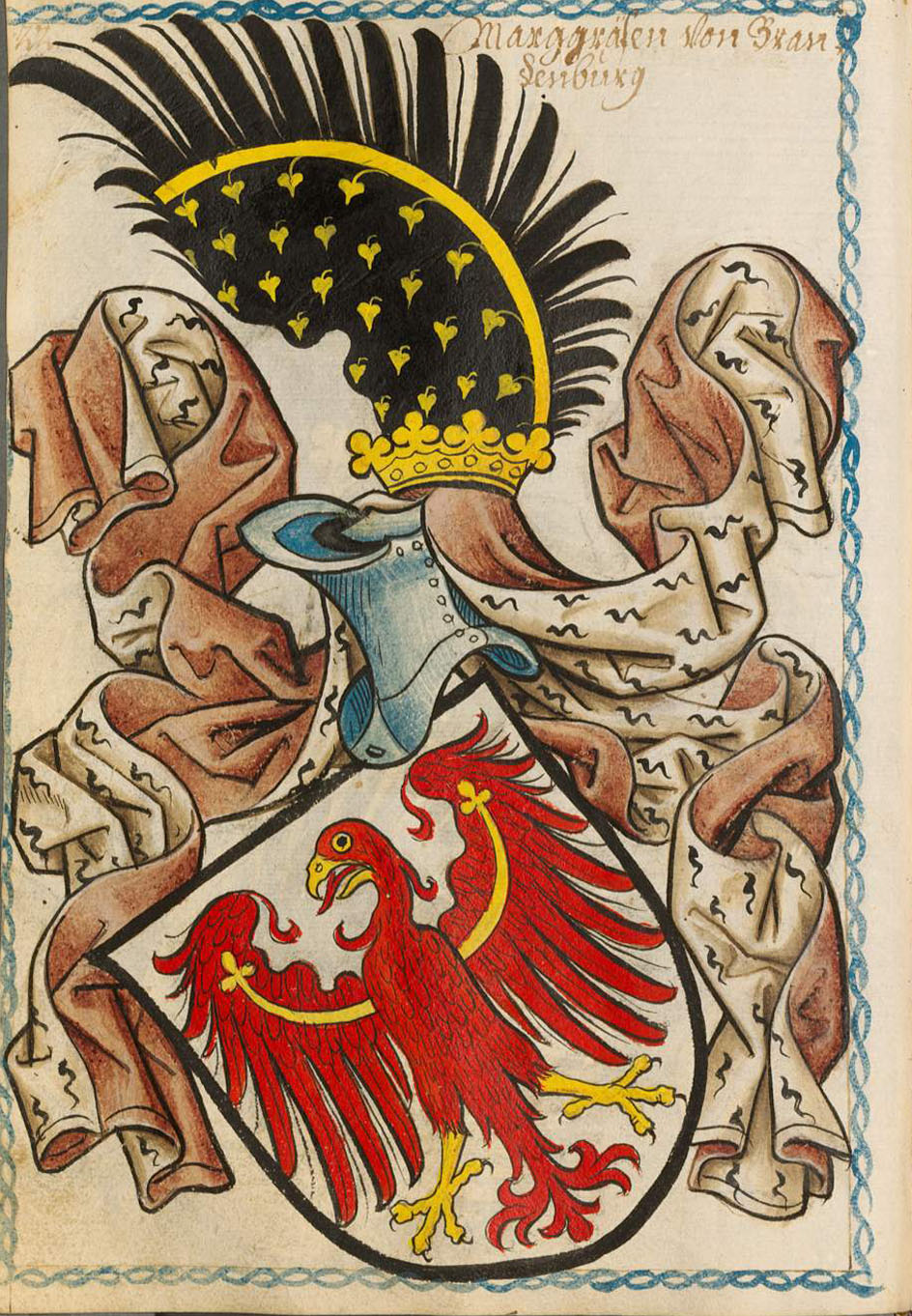
Бранденбурзький орел у Гербовнику Шейблерів

Бранденбурзький орел вперше з'являється на статуї Асканія Отто I від 1170 року. На додаток до орлиного щита, Отто I, як і його батько Альбрехт Ведмідь та його син Отто II також мав щити з арматурою, які, зокрема, демонструють кілька полів. Ці щити були в першу чергу бойовими. У постійних битвах того часу маркграфи не мали сенсу в чудовому спорядженні.
Немає даних про точне походження бранденбурзького орла чи питання про те, чому Оттон I вибрав цього орла. Деякі геральдисти, такі як Теодор Ільген та Герман Краббо, припускають, що орел був геральдичним родинним символом асканійців з догеральдичного періоду. Асканійці походять зі східного схилу гір Гарц, а Альбрехт Ведмідь був графом фон Балленштедтом, перш ніж його зробили маркграфом; тут знаходиться Асканійський родовий замок. Якщо припустити, що орел притулився на горі разом із родовим замком, він запропонував би себе як відповідний сімейний символ. Так орел потрапив у герб сусіднього замку Арнштейн. Використання орла як сімейного символу до Оттона I не може бути доведено.
Такі геральдисти, як Альфред Ріттер, Ентоні фон Зігенфельд та Еріх Гріцнер представляють ще одну версію. Вони виводять коріння бранденбурзького орла, як і пізнішого прусського орла, від штандартних орлів та орлиних прапорів німецьких королів та імператорів. Висока знать у ХІІ—ХІХ столітті часто використовувала імперський орел як офіційний герб. Приблизно до 1180 р. маркграфи, пфальцграфи, графи та бургри були серед імперських князів. Як офіційні князі і, тим самим, представники короля, вони носили імператорського орла як герб і вживали його на печатках. Деякі сім'ї, такі як графи Нойенар (лінія Аре-Хохштаден), графи Савойські та герцоги Сілезії прийняли імператорського орла в оригінальних кольорах, чорному на жовтому фоні, як сімейний символ. Коли на початку ХІІІ століття імперія розпалася, суверени взяли на себе всю державну владу. Для деяких государів імператорський орел змінив свої кольори і став родинним гербом, тоді як інші володарі знову використовували свій сімейний герб. Асканійці також, ймовірно, спочатку вживали чорного імператорського орла в жовтому кольорі. У лінії Бранденбурга вони змінили орла на червоного з жовтим озброєнням у білому полі, а з часів Отто IV - із золотим стеблами конюшини на крилах.

### Бранденбург як провінція Пруссії

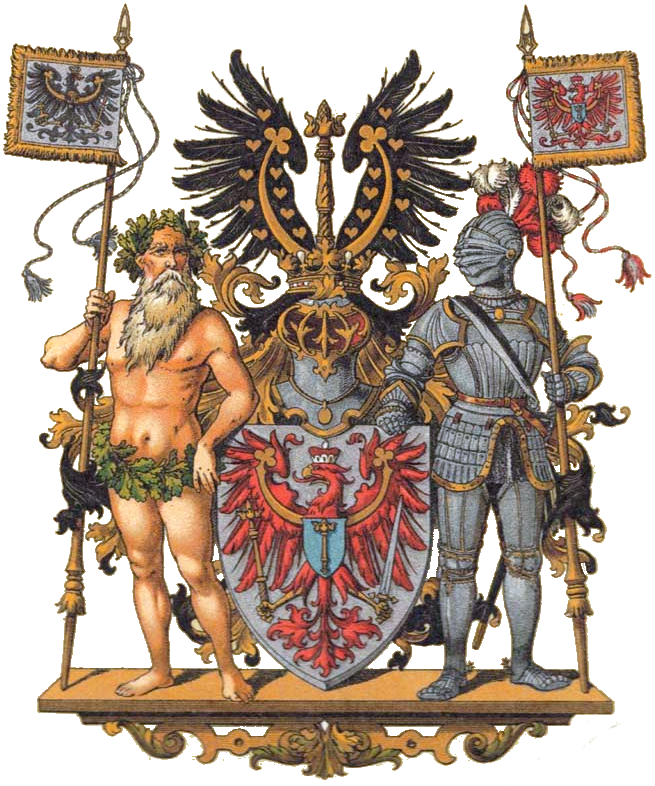
Герб прусської провінції Бранденбург

Після асканійців червоний орел залишався символом та гербом Бранденбурга у Віттельсбахів, Люксембургів та Гогенцоллернів. У 1415 році земля перейшла до роду Гогенцоллернів. На гербі 1817 і 1824 років помилково зображена королівська корона, як на прусському орлі. У 1864 році її перетворили на шапку без дуг, опідбиту горностаєм, оксамитову з хвостиком. Курхут, скіпетр і меч були надані орлу у квітні 1824 р. З 1827 року таким чином карбували талери. Указом від 1 січня 1864 р. Королівський прусський герб 1817 р. повинен був бути виправлений, а золотий скіпетр, що знаходився у виборчому та королівському гербі в синьому полі орла, як нагрудний щит, був покладений на груди орла на згадку про кюрфорстську гідність розпущеної Священної Римської імперії. Озброєння, корона та кольори орла, поширені з 1824 року, не були новими. Вже в 1704 році щитотримач показував у вільній руці (тобто зовні), прусського орла праворуч і бранденбурзького орла ліворуч у штандарті. На жаль, в 1824 році до герба закралася помилка. Але відомий з 1804 року, він не мав наслідків. З міркувань простору прапори завівали всередину, як на величності печатки Фрідріха II та його наступників. Орел був повернутий, щоб побачити флагшток. Геральдично, це його відображення. Тож він тримає меч зі скіпетром, який знаходиться близько до флагштока. Зовнішній кіготь утримує скіпетр. У 1804 році прапори знову були вивернуті назовні. Орел знову дивиться на флагшток. Меч і скіпетр поміняли місцями, і він став шульгою (меч ліворуч). Згідно з поданням від 1704 р., він був неправильно озброєний.
Бранденбурзькі орли та орлині щити на гербах міст та муніципалітетів не вказують свого географічного розташування в Марці Бранденбургу, але називають маркграфів засновниками міст та міськими лордами. У деяких містах орел або орел у щиті були лише печаткою (див. герб Потсдама та Кельна). Для того, щоб відрізнити себе від знаків суверенів, багато міст вкладають у свою печатку популярну міську стіну з воротами та вежами. Орел, знову зі щитом і без нього, був поміщений у відкриті міські ворота, завис над міською стіною або стіна була покрита своїм щитом (див. герби Франкфурта (Одер), Ангермюнде або Шпандау). У другій половині ХІІІ-XIX столітті різні міста хотіли, щоб власна печатка або герб натякали на назву міста. Типовими для цього є промовисті герби. Або орел повністю зник з герба, йому довелося поділитися гербовим зображенням з іншими символами, або він вів «битву» з іншими гербовими символами або тваринами, яка іноді тривала кілька століть до того, як його остаточно скинули. Приклад боротьби з іншою геральдичною твариною, ведмедем, показаний на зображеннях герба Берліна з 1280 по 1935 рік.

### Бранденбург як земля НДР

Герб землі Бранденбург з 1945 по 1952 рік

Розпуск держави Пруссія в 1945/47 рр. та цілком рішуче політичне дистанціювання від прусських традицій, особливо в радянській зоні окупації, виражалися також у тому, що провінція (з 1947 р. — земля) Бранденбург вважала орла пов'язаним із прусським правлячим родом Гогенцоллернів. На його місце прийшла постанова Президії провінційного управління від 24 жовтня 1945 р. Новий герб повинен був символізувати антифашистсько-демократичний дух оптимізму: дуб перед східним сонцем і 1945 р. як вираз "переломного моменту . Для вшанування історії провінції у (геральдичному) правому верхньому куті був розміщений невеликий герб із синьо-біло-зеленими міськими кольорами Бранденбурга. Кольори тла герба були червоно-біло-червоними на основі провінційного / національного прапора, введеного в 1945 році. З фактичним розпуском Землі Бранденбург у 1952 році цей герб також вийшов із ужитку. У законі про національну емблему 1 січня 1991 р. нещодавно заснована Земля Бранденбург відновила червоного орла як національний символ без монархічних емблем (капелюх кюрфюрста, скіпетр, меч, рудний камергер), які все ще використовувались до 1945 р.

### Бранденбург як земля Федеративної Республіки Німеччина

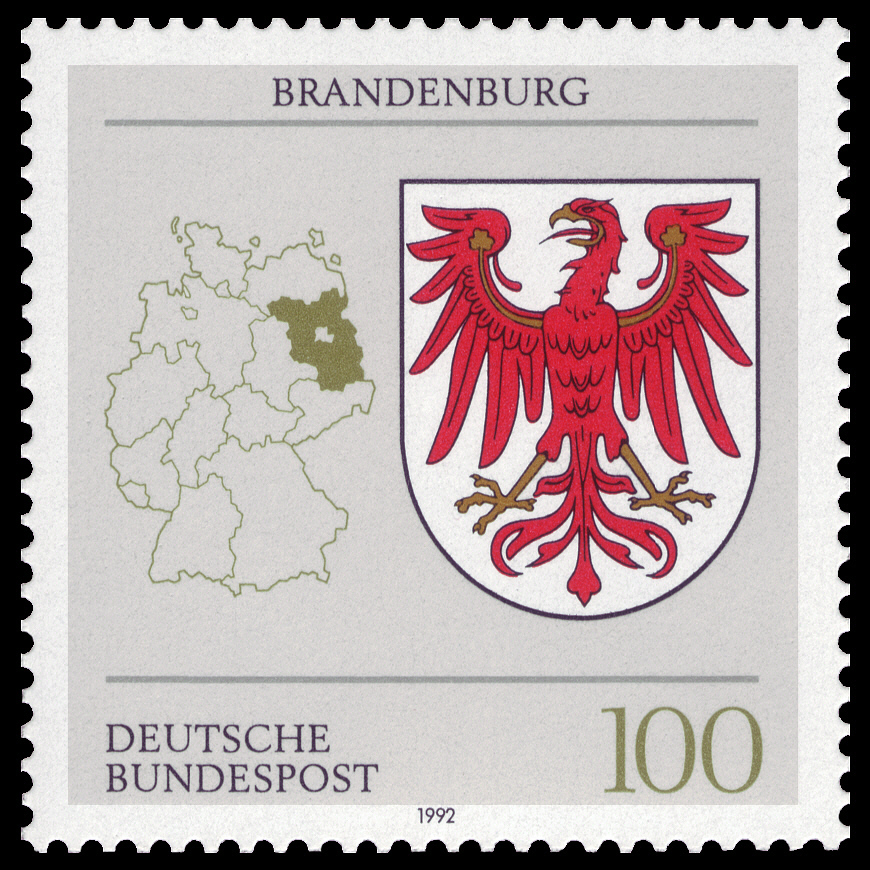
Поштова марка 1992 року] із серії: Герби Земель ФРН
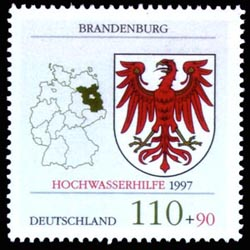
Штамп доплати з 1997 року через повені на Одері 1997 року

## Герби із бранденбурзьким орлом
Список усіх гербів із бранденбурзьким орлом у щиті включає землі, округи, міста Німеччини і Польщі.

Герб Бранденбургу
Герб Мекленбург-Передньої Померанії
Герб району Даме-Шпревальд
Герб Потсдаму